# Соуза, Давид
Давид Соуза Албино (порт. David Sousa Albino; род. 4 июля 2001, Рио-де-Жанейро) — бразильский футболист, защитник бельгийского клуба «РВДМ».

## Клубная карьера
Футболом начал заниматься в школе «Фламенго», откуда его отчислили в 2014 году. В 2015 году прошёл просмотр в школе другой команды из Рио-де-Жанейро — «Ботафого». В её составе выступал за юношеские команды различных возрастов. В команде, составленной из игроков до 20 лет, выполнял роль капитана. 18 декабря 2018 года подписал свой первый профессиональный контракт с клубом, рассчитанный на три с половиной года.
Дебютировал составе основной команды «Ботафого» 18 января 2020 года в матче лиги Кариока с «Волта-Редондой», выйдя в стартовом составе и проведя на поле все 90 минут. 6 сентября провёл первую игру в бразильской Серии A. В компенсированное ко второму тайму время матча с  он вышел на поле вместо Кайо Алешандре.
4 июля 2021 года на правах аренды перебрался в бельгийский «Серкль Брюгге». Срок арендного соглашения был рассчитан на два года.
Летом 2023 года вернулся в «Ботафого». В начале 2024 года перешёл в бельгийский «РВДМ».

## Клубная статистика
| Выступление      | Выступление      | Выступление      | Лига | Лига | Кубки | Кубки | Конт. кубки | Конт. кубки | Разное | Разное | Итого | Итого |
| Клуб             | Лига             | Сезон            | Игры | Голы | Игры  | Голы  | Игры        | Голы        | Игры   | Голы   | Игры  | Голы  |
| ---------------- | ---------------- | ---------------- | ---- | ---- | ----- | ----- | ----------- | ----------- | ------ | ------ | ----- | ----- |
| Ботафого         | Серия A          | 2020             | 13   | 0    | 0     | 0     | 0           | 0           | 2      | 0      | 15    | 0     |
| Ботафого         | Серия B          | 2021             | 0    | 0    | 1     | 0     | 0           | 0           | 6      | 1      | 7     | 1     |
| Ботафого         | Итого            | Итого            | 13   | 0    | 1     | 0     | 0           | 0           | 8      | 1      | 22    | 1     |
| Серкль Брюгге    | Лига Жюпиле      | 2021/22          | 0    | 0    | 0     | 0     | 0           | 0           | 0      | 0      | 0     | 0     |
| Серкль Брюгге    | Итого            | Итого            | 0    | 0    | 0     | 0     | 0           | 0           | 0      | 0      | 0     | 0     |
| Всего за карьеру | Всего за карьеру | Всего за карьеру | 13   | 0    | 1     | 0     | 0           | 0           | 8      | 1      | 22    | 1     |